# Søren Peter Jochumsen
 Der er flere personer med dette navn, se Søren Jochumsen (flertydig).
Søren Peter Jochumsen (født 1940) er en tidligere dansk atlet, murermester og lokalpolitiker for Dansk Folkeparti i Fredericia. Han var medlem af Freja Odense, Ben Hur og Fredericia AK 63.
Jochumsens karriere toppede i 1970, da han satte dansk rekord i spydkast med 74,77. Han vandt tre danske mesterskaber.

## Danske mesterskaber
- Bronze 1967 Spydkast 69,57
- Guld 1966 Spydkast 72,30
- Guld 1964 Spydkast 68,52
- Guld 1963 Spydkast 70,59
- Sølv 1962 Spydkast 69,71
- Sølv 1961 Spydkast 68,03

## Personlige rekorder
- Spydkast: 74,77 Groningen, Holland, 22. august1970